# Ван Хемерт, Баренд
Баренд Арнолд ван Хемерт (нидерл. Barend Arnold van Hemert; 10 мая 1891, Дордрехт, Южная Голландия — январь 1945, Варшава) — нидерландский спортсмен.

## Ранние годы
Баренд Арнолд ван Хемерт родился 10 мая 1891 года в городе Дордрехте в семье Йоханнеса ван Хемерта и его жены Хенриэтты ван Ритсотен. У него был брат-близнец Йоханнес, а также старший брат Виллем и младшая сестра Вилхелмина Йоханна Питернелла. Отец Баренда родился в Дордрехте, а мать была родом из Валвейка.

## Спортивная карьера
Ван Хемерт был универсальным спортсменом. Как футболист он был вратарём клуба ДФК и даже сыграл один матч за сборную Нидерландов. В клубе ДФК ван Хемерт оказался в 1909 году и первоначально играл за пятый состав, но со временем стал голкипером первой команды. В сезоне 1913/14 он выиграл с клубом Кубок Нидерландов. Его дебют в сборной состоялся 17 мая 1914 года в товарищеском матче против датчан, завершившимся поражением его команды со счётом 5:4. Баренд несколько раз попадал в резерв сборной, когда в воротах играл Юст Гёбел.
Помимо футбола он занимался плаванием, толканием ядра и боксом. В июне 1922 года Баренд участвовал в национальном чемпионате по лёгкой атлетике в Роттердаме и стал чемпионом в толкании ядра. Ван Хемерт установил новый рекорд страны (12,21½ метра), побив рекорд Адама Крузе.

## Личная жизнь
Работал купцом, продавал кожу. В начале 1930-х годов оказался банкротом. Баренд был женат дважды. Его первой супругой была Петронелла Якоба Маргарета Хофман, уроженка Слидрехта. Их брак был зарегистрирован 5 июля 1923 года в Слидрехте. У них было двое сыновей. В августе 1934 года супруги развелись. Их старший сын Йохан Ари погиб в августе 1941 года на территории СССР.
В декабре 1934 года в Роттердаме ван Хемерт женился на 26-летней немке Эрне Хартунг.
Во время Второй мировой войны служил на стороне третьего рейха. По данным нидерландского издания «Trouw», Баренд был убит на территории СССР. Согласно исследованию редактора журнала «Hard Gras», ван Хемерт погиб в Варшаве в период с 5 по 15 января 1945 года.

## Статистика

### Матчи ван Хемерта за сборную Нидерландов
| Матчи ван Хемерта за сборную Нидерландов | Матчи ван Хемерта за сборную Нидерландов | Матчи ван Хемерта за сборную Нидерландов | Матчи ван Хемерта за сборную Нидерландов | Матчи ван Хемерта за сборную Нидерландов | Матчи ван Хемерта за сборную Нидерландов |
| ---------------------------------------- | ---------------------------------------- | ---------------------------------------- | ---------------------------------------- | ---------------------------------------- | ---------------------------------------- |
| №                                        | Дата                                     | Соперник                                 | Счёт                                     | Пропущено голов                          | Соревнование                             |
| 1                                        | 17 мая 1914                              | Дания                                    | 3:4                                      | 4                                        | Товарищеский матч                        |

Итого: 1 матч / пропущено 4 гола; 0 побед, 0 ничьих, 1 поражение.